# 新聞自由之家
新聞自由之家（Casa Presei Libere）是位於羅馬尼亞首部布加勒斯特北部的一座建築。在1956年至2007年之間，新聞自由之家是布加勒斯特最高的建築。新聞自由之家原址曾是一座賽馬場。新聞自由之家於1952年開始修建，是一座史達林式建築，外觀效仿了莫斯科大學主樓。新聞自由之家高91.6米（301英尺），如果算上電視天線12.4米（41英尺）的高度的話，總高度是104米（341英尺）。在1952年至1966年期間，新聞自由之家是羅馬尼亞列伊鈔票的反面圖案。1960年4月21日，新聞自由之家前豎立的一個巨大的列寧雕像，不過這個雕像在1989年羅馬尼亞革命之後於1990年3月3日被拆除。新聞自由之家現在是多家報社的總部所在地。布加勒斯特證券交易所也位於新聞自由之家。